# 库尔恰尔·盖尔盖伊
库尔恰尔·盖尔盖伊（匈牙利語：Kulcsár Gergely，1934年3月10日—2020年8月12日），匈牙利男子田径运动员。他曾代表匈牙利参加1960年、1964年、1968年和1972年夏季奥林匹克运动会田径比赛，共获得一枚银牌和二枚铜牌。